# Юкноом (ахав Кануля)
Юкноом (д/н — 636) — ахав і калоомте Канульського царства у 630—636 роках. Його повне ім'я невідоме, лише розшифровано «Юкноом-…ль».

## Життєпис
Походив із Зміїної династії. Син ахава Ук'ай-Кана. Після загибелі брата Тахоом-Ук'аб-К'ак'а стає володарем Канульського царства. Втім дата інтронізації невідома.
Продовжив боротьбу з повсталим проти Кануля Саальським царством на чолі із ахавом К'ушахом. Спочатку у 627 році разом з васалом (або союзником) К'аном II, царем К'анту, здобув перемогу в місцевості Цам. У день 9.9.18.16.3, 7 Акбаль 16 Мулан (27 грудня 631) Вакчаб'наль, столиця Сааля, було захоплено канульськими військами, а К'ушаха, ймовірно, вбили. З цим була підтверджена влада Кануля над сусідами.
З нагоди закінчення к'атуна 9.10.0.0.0, 1 Ахав 8 К'аяб (27 січня 633 року) Юкноом- … ль встановив в Калакмулі два монументи — стели 76 і 78. У день 9.10.3.2.12, 2 Еб 0 За (4 березня 636 року) Юкноом- … ль здобув чергову військову перемогу над ахавом Вашаклахуун-Убаах-Каном. Деякі дослідники тривалий час вважали останнього представником Сааля, втім натепер встановлено надлежність Вашаклахуун-Убаах-Кан до Канульської династії. Ймовірно правив у давній столиці царства — Ц'ібанче, протиставши Юкноому. З огляду на це висунуто версію, що Вашаклахуун-Убаах-Кан був старшим братом (або іншим родичем) Юкноома.
Слідом за цим переніс столицю держави до Чіікнаабу (відомий тепер як Калакмул). Юкноом названо першим «канульським володарем у Хуште'тууні, людиною з Чіікнаахба». Юкноом- … ль помер невдовзі після війни — між 4 березня та 1 травня 636 року, оскільки вже в квітні 636 року канульським ахавом і калоомте став Юкноом-Ч'еєн II.